# Mompach
Mompach (luxemburguès Mompech, alemany Mompach) és una comuna i vila a l'est de Luxemburg, que forma part del cantó d'Echternach. Limita amb Mompach, Born, Herborn i Moersdorf. Limita al nord amb Rosport, a l'est amb Langsur (Alemanya), al sud-est amb Mertert, al sud amb Manternach i a l'oest amb Bech.

## Població
| Nacionalitat   | Població | %      |
| -------------- | -------- | ------ |
| luxemburguesos | 753      | 77,07% |
| Forasters      | 224      | 22,93% |
| - portuguesos  | 25       | 2,56%  |
| - francesos    | 24       | 2,46%  |
| - italians     | 4        | 0,41%  |
| - belgues      | 19       | 1,94%  |
| - alemanys     | 53       | 5,42%  |
| - iugoslaus    | 67       | 6,86%  |
| - altres       | 32       | 3,28%  |

## Evolució demogràfica
| Any        | Població |
| ---------- | -------- |
| 15/02/2001 | 977      |
| 01/01/2002 | 958      |
| 01/01/2003 | 1.000    |
| 01/01/2004 | 1.034    |
| 01/01/2005 | 1.023    |